# Крохотницы
Крохотницы (лат. Micrixalus) — род бесхвостых земноводных (Anura), единственный в семействе Micrixalidae. До 2006 года оно рассматривалось как подсемейство Micrixalinae в семействе настоящих лягушек.

## Описание
Небольшие лягушки размером от 2,5 до 3,5 см. Окрас, в большинстве случаев, коричневатый или красновато-коричневый. Горловые мешки самцов белого цвета. Кожа относительно гладкая. Перепонки небольшие, присутствуют только на задних лапах.

## Образ жизни
Обитают в горных и вторичных лесах в непосредственной близости от быстрых рек и ручьёв. Держатся на мокрых камнях у воды.

## Размножение

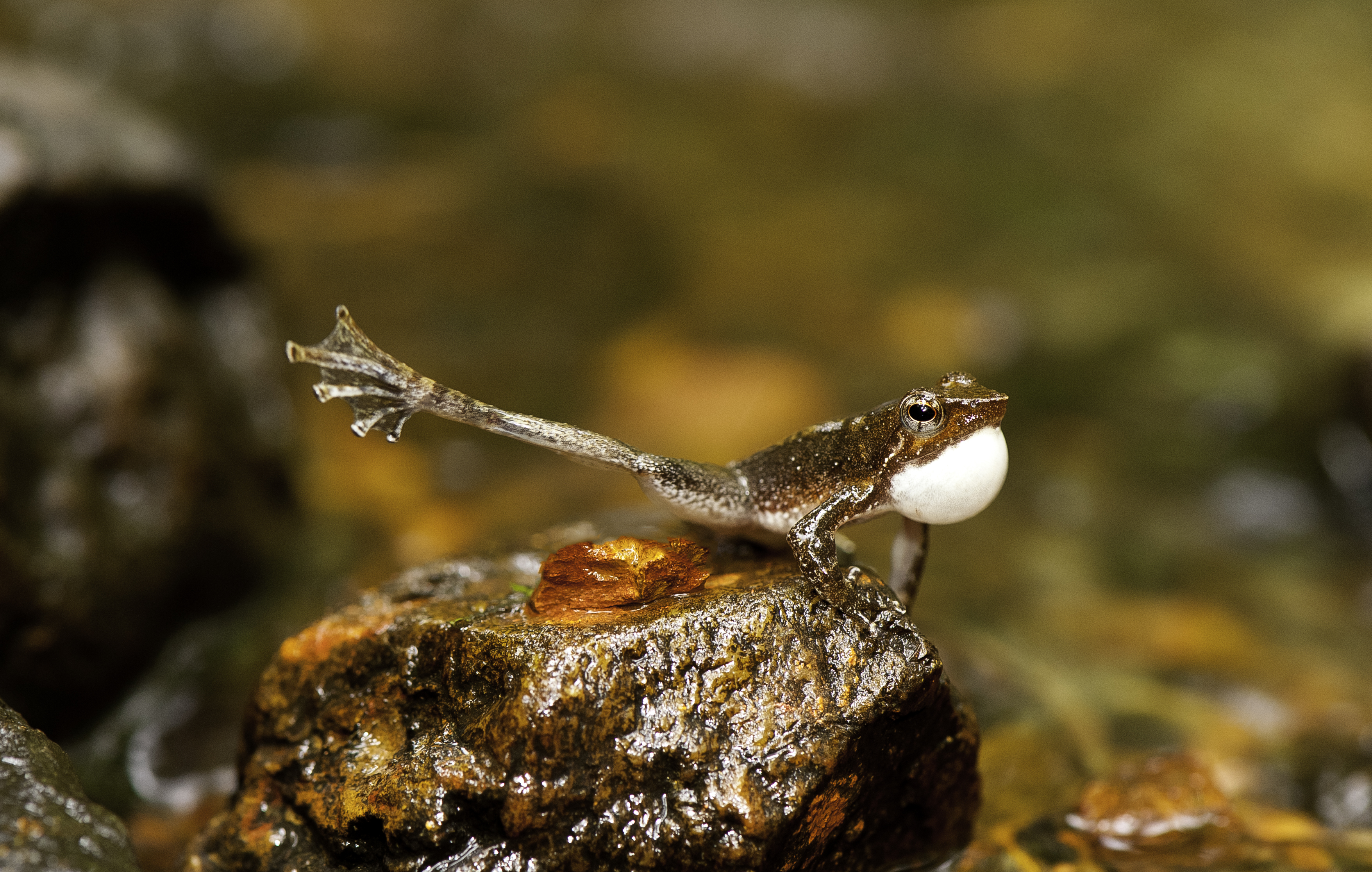
Танец крохотницы

Самцы обладают своеобразным ритуалом, благодаря которому крохотницы также известны как «танцующие лягушки». Самцы вокалируют, одновременно оттягивая в сторону заднюю ногу с растопыренными пальцами и встряхивают ею. Таким образом они привлекают самок и обозначают принадлежность территории перед другими самцами.
Спаривание происходит в воде. Самка откладывает икру в ямку выкопанную задними ногами, после чего засыпает кладку песком и гравием. Головастики длиной до 3 см, обитают на глубинах от 10 до 40 сантиметров и питаются органическими частицами почвы.

## Распространение
Являются эндемиками Западных Гат — горной цепи на западе Индии. Так как их среда обитания находится под серьезной угрозой, представители рода крайне уязвимы.

## Классификация
На октябрь 2018 года в род включают 24 вида:
- Micrixalus adonis Biju et al., 2014
- Micrixalus candidus Biju et al., 2014
- Micrixalus elegans (Rao, 1937) — Румяный веслоног
- Micrixalus frigidus Biju et al., 2014
- Micrixalus fuscus (Boulenger, 1882) — Бурая крохотница
- Micrixalus gadgili Pillai & Pattabiraman, 1990
- Micrixalus herrei (Myers, 1942) — Траванкурская крохотница
- Micrixalus kodayari Biju et al., 2014
- Micrixalus kottigeharensis (Rao, 1937) — Бронзовый веслоног, или ржавый веслоног, или голубоватый веслоног
- Micrixalus kurichiyari Biju et al., 2014
- Micrixalus mallani Biju et al., 2014
- Micrixalus nelliyampathi Biju et al., 2014
- Micrixalus nigraventris Biju et al., 2014
- Micrixalus niluvasei Biju et al., 2014
- Micrixalus nudis Pillai, 1978 — Южноиндийская крохотница
- Micrixalus phyllophilus (Jerdon, 1854) — Сосочковая крохотница
- Micrixalus sairandhri Biju et al., 2014
- Micrixalus sali Biju et al., 2014
- Micrixalus saxicola (Jerdon, 1854) — Скальная крохотница
- Micrixalus silvaticus (Boulenger, 1882) — Малабарская крохотница
- Micrixalus specca Biju et al., 2014
- Micrixalus spelunca Biju et al., 2014
- Micrixalus thampii Pillai, 1981 — Керальская крохотница
- Micrixalus uttaraghati Biju et al., 2014

## Галерея

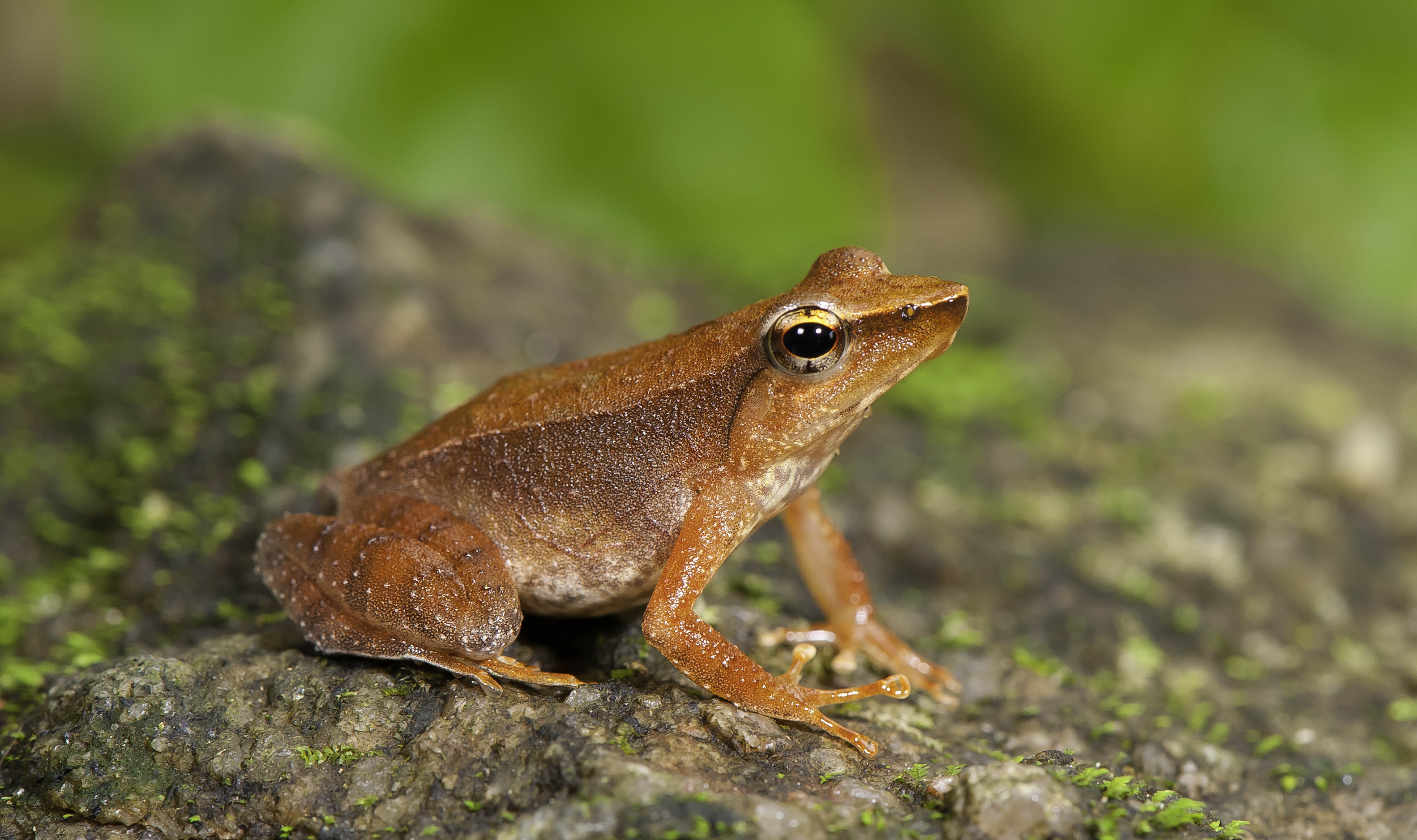
Micrixalus nelliyampathi
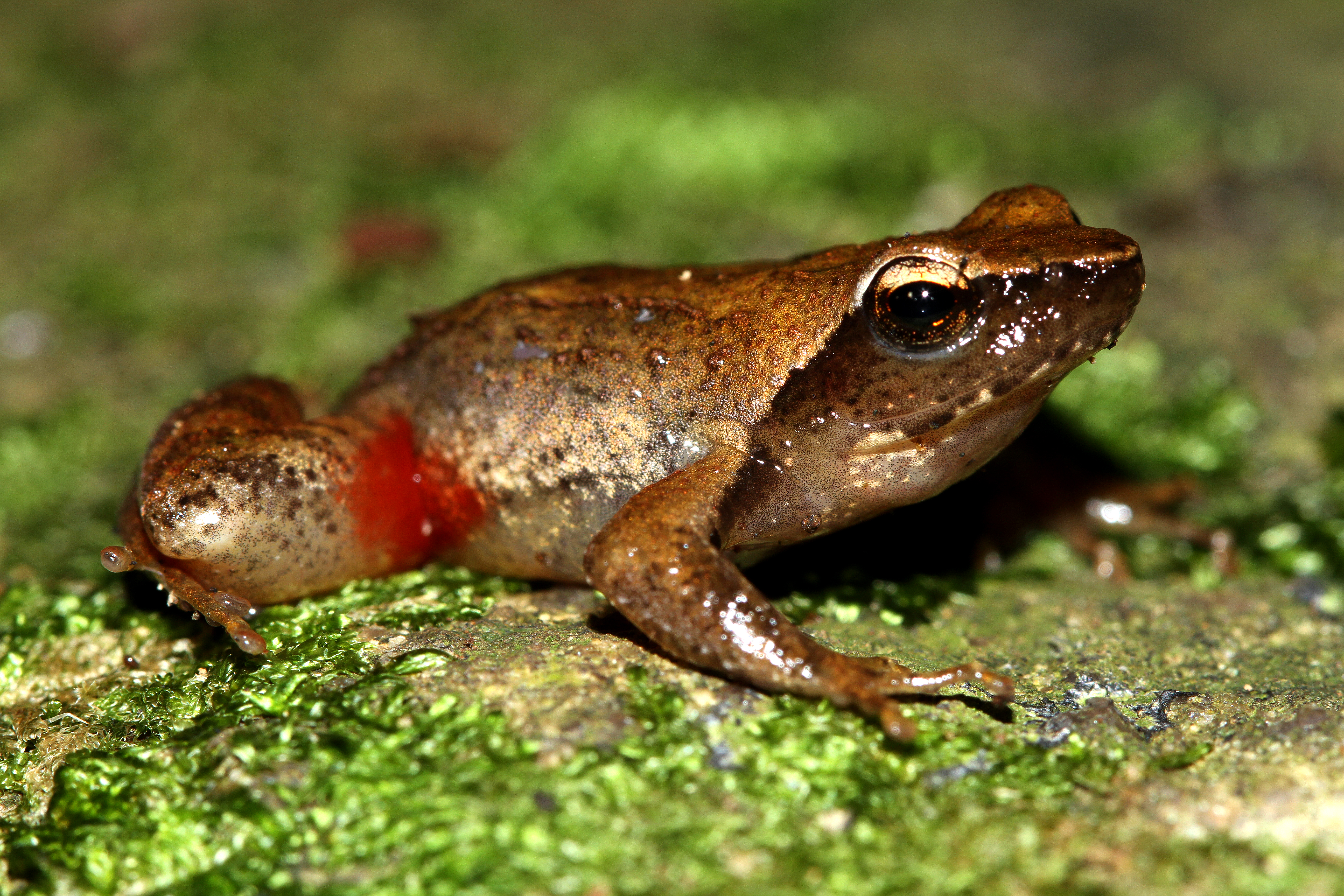
Micrixalus phyllophilus
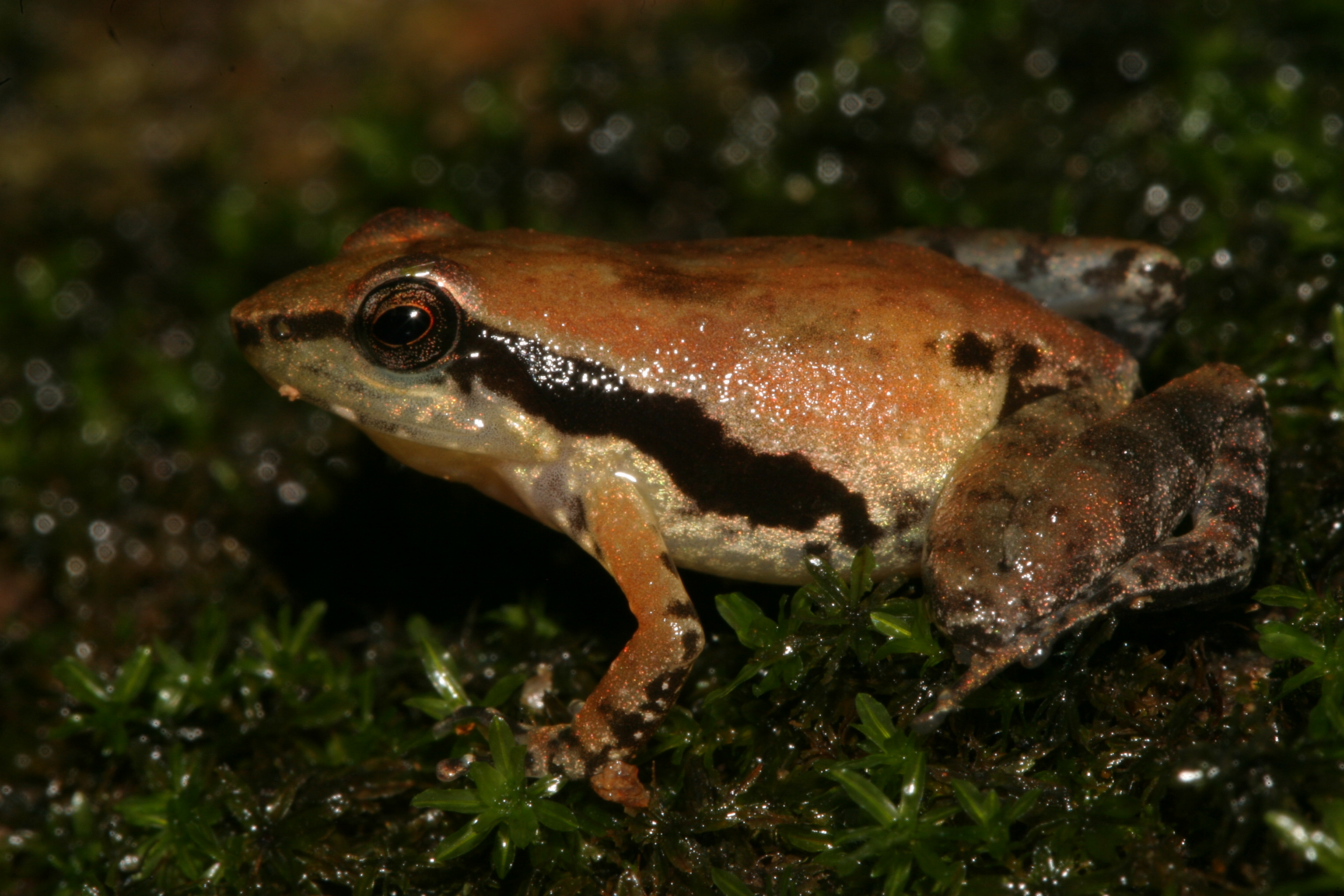
Micrixalus thampii
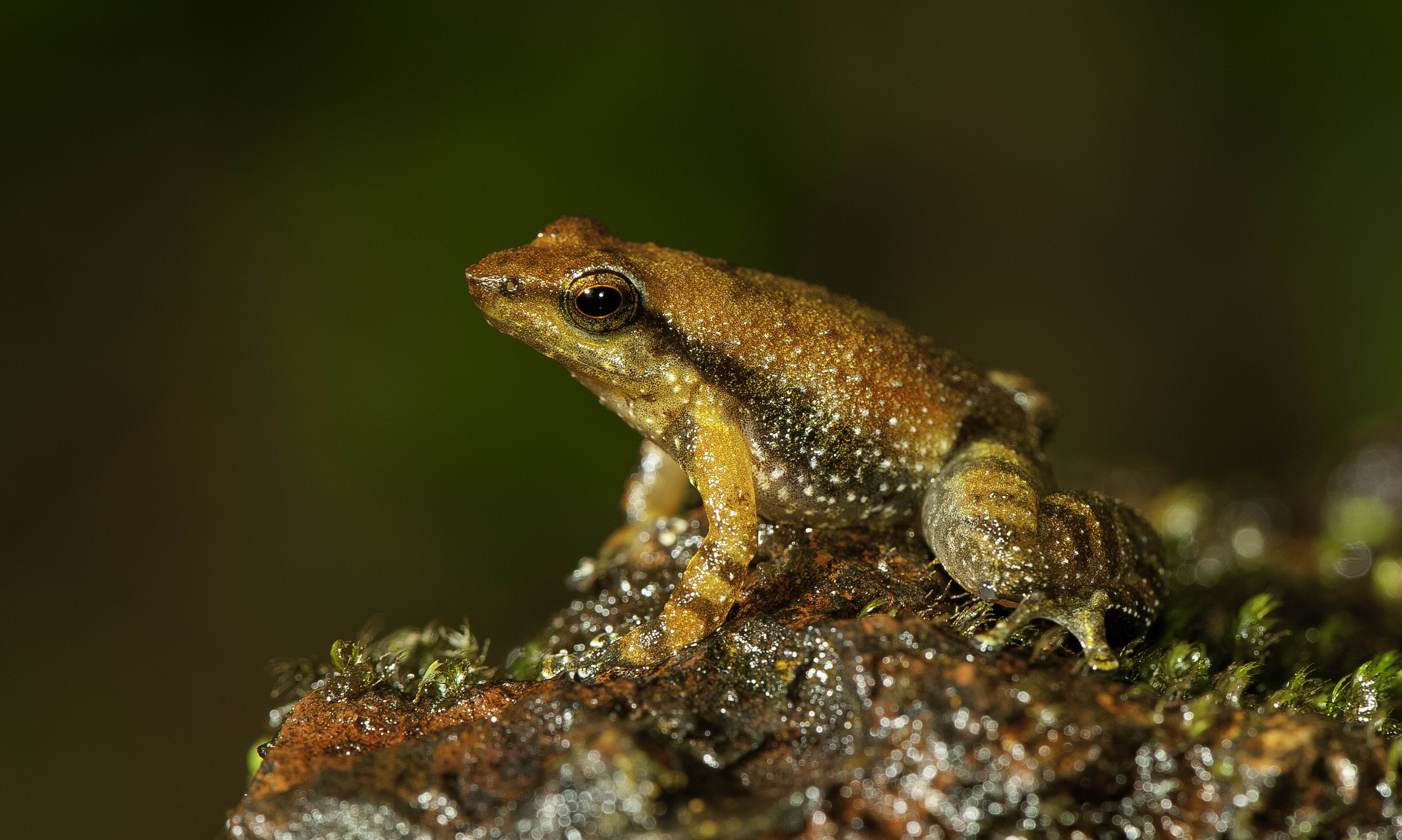
Micrixalus uttaraghati